# Merionoeda calcarata
Merionoeda calcarata är en skalbaggsart som beskrevs av Francis Polkinghorne Pascoe 1869. Merionoeda calcarata ingår i släktet Merionoeda och familjen långhorningar.
Artens utbredningsområde är Sarawak. Inga underarter finns listade i Catalogue of Life.